# Kuyake Aviation
Kuyake Aviation NV was van 2004 tot 2018 een vliegschool gevestigd op Zorg en Hoop Airport (SMZO) in Paramaribo.
Kuyake Aviation werd op 25 februari 2004 opgericht door Rory Chin-A-Kwie en Yvonne Chin-A-Kwie, en werd daarmee de eerste vliegschool van Suriname.

## Opleidingen
Kuyake Aviation verzorgde opleidingen voor de volgende vliegbrevetten:
- private pilot license (PPL)
- commercial pilot license (CPL)
- instrument rating (IR)

## Vloot
- 1 Cessna 206H Garmin G1000 Glass Cockpit
- 2 Cessna 172SP Garmin G1000 Glass Cockpit
- 1 Cessna 172R
- 1 Cessna 172R Flight Training Device

## Studenten
De studenten van Kuyake Aviation waren voornamelijk afkomstig uit:
- Suriname
- Nederland
- Frans-Guyana
- Guyana